# Yamagata Masakage
Yamagata Masakage (山形昌景?   1524-1575) fue un samurái japonés del período Sengoku de la historia de Japón y fue considerado como uno de los famosos Veinticuatro Generales de Takeda Shingen. Masakage era famoso por su armadura roja y su habilidad en el campo de batalla.

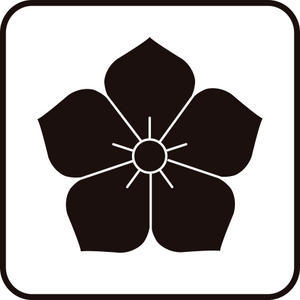
Yamagata Masakage

Masakage era amigo personal de Takeda Shingen y hermano menor de Obu Toramasa, quien también era sirviente de Takeda y líder de la famosa “unidad de fuego”. Después de que su hermano cometió seppuku por la fallida rebelión de Takeda Yoshinobu, Masakage tomó el título de la “unidad de fuego” y vistió a su propia caballería con armaduras rojo brillantes. Se dice que sus unidad siempre realizaba el primer ataque, generando confusión y temor en el bando enemigo. Estuvo presente en la Batalla de Mimasetoge de 1569 y capturó el castillo Yoshida, el cual estaba en posesión del clan Tokugawa durante las campañas de Mikatagahara (1572 – 1573) y por lo tanto en la consecuente Batalla de Mikatagahara. Su última campaña fue durante la fatídica Batalla de Nagashino de 1575 donde perdió la vida en el campo de batalla junto con toda su famosa unidad de fuego.
Ii Naomasa del clan Tokugawa se inspiró en la unidad roja de Masakage y en tributo a él nombró su propia “Brigada del Demonio Rojo”.